# Frans de Waal
Franciscus Bernardus Maria "Frans" de Waal, PhD ('s-Hertogenbosch, 29 de outubro de 1948 – Atlanta, 14 de março de 2024) foi um primatólogo e etólogo. 
De Waal tornou-se doutor em biologia pela Universidade de Utrecht em 1977, depois de sua formação como zoólogo e etólogo.

## Biografia
Waal tinha cinco irmãos. Nasceu numa família católica da província de Brabante e posteriormente se tornou ateu.
Foi um dos principais responsáveis por revolucionar a visão da ciência sobre a complexidade comportamental e cognitiva de chimpanzés e demais grandes símios. Começou a estudar a colônia de chimpanzés do zoológico de Arnhem, no seu país natal, em 1975, durante o doutorado na Universidade de Utrecht.
Wall destacou-se entre os principais primatólogos do mundo por sua ousadia conceitual e criatividade na hora de projetar experimentos.
Ao longo da vida desenvolveu intenso trabalho como divulgador científico, com 16 livros publicados, inúmeras palestras ao vivo e online e aparições na TV. Suas últimas obras foram se tornando cada vez mais abrangentes, deixando de lado o foco exclusivo nos grandes símios.
Em 2012, ironicamente, Waal (junto com a colega Jennifer Pokorny) ganhou até o IgNobel, a paródia bem-humorada do Prêmio Nobel. A láurea veio por conta de um estudo que mostrou que chimpanzés conseguiam reconhecer colegas de bando só de olhar fotografias de seus traseiros.

## Morte
De Waal morreu em 14 de março de 2024, aos 75 anos, em Atlanta devido a um câncer de estômago.

## Publicações selecionadas

### Livros
- Different: Gender Through the Eyes of a Primatologist. New York: W. W. Norton. 2022. ISBN 978-1-324-00710-4
- Mama's Last Hug: Animal Emotions and What They Tell Us about Ourselves. New York: W. W. Norton. 2019. ISBN 978-0-393-63506-5
- Are We Smart Enough to Know How Smart Animals Are?. New York: W. W. Norton. 2016. ISBN 978-0-393-24618-6
- The Bonobo and the Atheist: In Search of Humanism Among the Primates. New York: W. W. Norton. 2013. ISBN 978-0-393-07377-5
- The Age of Empathy: Nature's Lessons for a Kinder Society. New York: Crown Publishing Group. 2009. ISBN 9780307407771
- Primates and Philosophers: How Morality Evolved, 2006. ISBN 0-691-12447-7
- Our Inner Ape. Nova York: Riverhead Books, 2005. ISBN 1-57322-312-3[4]
- Animal Social Complexity: Intelligence, Culture, and Individualized Societies, Edited with Peter L. Tyack.  Cambridge: Harvard University Press, 2003.  ISBN 0-674-00929-0.
- My Family Album, Thirty Years of Primate Photography, 2003.
- Tree of Origin: What Primate Behavior Can Tell Us about Human Social Evolution, Harvard University Press, 2001. ISBN 0-674-00460-4.
- The Ape and the Sushi Master, Cultural reflections by a primatologist.  Nova York: Basic Books, 2001.  ISBN 0-465-04175-2
- Chimpanzee Politics: Power and Sex Among Apes (25º aniversário ed.). Baltimore, MD: JHU Press; 2007. ISBN 978-0-8018-8656-0.
- Natural Conflict Resolution. 2000 (com Filippo Aureli)
- Bonobo: The Forgotten Ape.  Berkeley: University of California Press, 1997. ISBN 0-520-20535-9 (com Frans Lanting)
- Good Natured: The Origins of Right and Wrong in Humans and Other Animals.  Cambridge: Harvard University Press, 1996.  ISBN 0-674-35660-8
- Chimpanzee Cultures, Ed. com Richard Wrangham, W.C. McGrew, e Paul Heltne. Prefácio de Jane Goodall. Cambridge: Harvard University Press, 1994. ISBN 0-674-11662-3.
- Peacemaking Among Primates.  Cambridge: Harvard University Press, 1989.  ISBN 0-674-65920-1

### Artigos
- 2022 de Waal, Frans B.M. and K. Andrews. "The question of animal emotions." Science 375 (6587): 1351–1352. 25-3-2022.
- 2015 Opinion piece about the discovery of Homo naledi in The New York Times
- 2013 Opinion piece about animal intelligence in The Wall Street Journal
- 2010 Opinion piece about God and morality in The New York Times
- 2010 de Waal, Frans B.M.; Ferrari, Pier Francesco (2010). «Towards a bottom-up perspective on animal and human cognition». Trends in Cognitive Sciences. 14 (5): 201–207. PMID 20363178. doi:10.1016/j.tics.2010.03.003
- 2009, de Waal, Frans B. M. (2009). «Darwin's last laugh». Nature. 460 (7252). 175 páginas. Bibcode:2009Natur.460..175D. PMID 19587747. doi:10.1038/460175a
- 2008 de Waal, Frans B.M. (2008). «Putting the Altruism Back into Altruism: The Evolution of Empathy». Annual Review of Psychology. 59 (1): 279–300. PMID 17550343. doi:10.1146/annurev.psych.59.103006.093625
- 2007, "Bonobos, Left & Right" Skeptic, (8 August 2007).
- 2006, Plotnik, Joshua M.; de Waal, Frans B. M.; Reiss, Diana (7 de novembro de 2006). «Self-recognition in an Asian elephant». Proceedings of the National Academy of Sciences. 103 (45): 17053–17057. PMC 1636577. PMID 17075063. doi:10.1073/pnas.0608062103
- 2005, "The empathic ape", New Scientist, 8-10-2005
- 2001, "Do Humans Alone 'Feel Your Pain'?" (Chronicle.com, 26-10-2001)
- 1999, de Waal, Frans B. M. (1999). «The End of Nature versus Nurture». Scientific American. 281 (6): 94–99. Bibcode:1999SciAm.281f..94D. JSTOR 26058526. PMID 10614071. doi:10.1038/scientificamerican1299-94
- 1995, de Waal, Frans B. M. (1995). «Bonobo Sex and Society The behavior of a close relative challenges assumptions about male supremacy in human evolution». Scientific American. 272 (3): 82–88